# 柔毛鼠屬
柔毛鼠屬（属名：Millardia），哺乳綱、囓齒目、鼠科的一屬，而與柔毛鼠屬（緬甸柔毛鼠）同科的動物尚有棱背鼠屬（棱背鼠）、小家鼠屬（臺灣小家鼠）、巢鼠屬（巢鼠）、小水鼠屬（小水鼠）等之數種哺乳動物。

## 下属物种
本属包括以下物种：
- 黄柔毛鼠 Millardia gleadowi (Murray, 1886)
- 缅甸柔毛鼠 Millardia kathleenae Thomas, 1914
- 印度柔毛鼠 Millardia kondana Mishra & Dhanda, 1975
- 柔毛鼠 Millardia meltada (Gray, 1837)